# Und dann gabs keines mehr
Und dann gabs keines mehr ist der 26. Kriminalroman von Agatha Christie. Er erschien in Buchform zuerst im Vereinigten Königreich am 6. November 1939 im Collins Crime Club unter dem Titel Ten Little Niggers und zwei Monate später in den USA bei Dodd, Mead and Company unter dem Titel And Then There Were None. Heute wird in allen englischen Ausgaben der Titel And Then There Were None verwendet. Die deutschen Übersetzungen trugen nacheinander die Titel Letztes Weekend, Zehn kleine Negerlein und Und dann gabs keines mehr. Die Autorin selbst schuf zudem eine Bühnenfassung mit abweichendem Schluss, die 1943 in Großbritannien unter dem Titel Ten Little Niggers und 1944 in den USA unter dem Titel Ten Little Indians uraufgeführt wurde. Der Roman wurde mehrfach verfilmt.
In diesem Roman sterben nacheinander zehn Menschen, die in ihrem Leben in ungeklärte Todesfälle verwickelt waren. Die Handlung orientiert sich an dem bekannten Abzählreim Zehn kleine Negerlein bzw. Ten little Indians/Ten little niggers, der heute weltweit verwendete Titel ist dessen letzter Vers.
Der Roman ist mit über 100 Millionen verkauften Exemplaren das meistverkaufte Werk Christies. Unter den meistverkauften Büchern aller Zeiten nimmt es einen der vordersten Plätze ein und ist der meistverkaufte Kriminalroman aller Zeiten.

## Die Handlung
Die erzählte Zeit umfasst knapp vier Tage im Sommer, vom 8. bis zum 11. August, bis auf den etwas später liegenden Epilog. Sie ist in der Gegenwart angesiedelt. Bis auf das einleitende Kapitel und den Epilog spielt die gesamte Handlung auf einer der Grafschaft Devon vorgelagerten einsamen Insel.
Zehn Personen werden brieflich oder durch einen Mittelsmann unter einem Vorwand auf diese Insel gelockt. Ein Richter (Lawrence Wargrave), eine ältere unverheiratete Frau (Emily Brent), ein General im Ruhestand (John Macarthur) und ein junger Lebemann (Anthony Marston) erhalten eine Einladung, vorgeblich jeweils von Bekannten, auf der Insel Urlaub zu machen bzw. alte Bekanntschaften aufzufrischen. Eine junge Sportlehrerin (Vera Claythorne) soll dort aushilfsweise als Sekretärin fungieren, ein Abenteurer (Philip Lombard) wird als Experte für gefährliche Situationen angeheuert, ein Arzt (Dr. Armstrong) soll die Frau des Gastgebers wegen deren problematischer Gesundheit beobachten, ein Ex-Polizist und Inhaber einer Detektivagentur (William Blore) wird beauftragt, ein Auge auf ihren Schmuck zu haben. Ein Ehepaar (Thomas und Ethel Rogers) wird als Hauspersonal eingestellt, um die Gäste zu versorgen. Die Insel ist allen aus der Presse bekannt: Dort hat ein amerikanischer Millionär ein luxuriöses Haus errichten lassen, dieses aber an einen geheimnisvollen Unbekannten verkauft, der in den Einladungen gewöhnlich als ein Mr. Owen mit den Initialen U. N. erscheint.
Die zehn Menschen gelangen mit dem Boot eines einheimischen Fischers auf die Insel. Sie stellen fest, dass in jedem Zimmer über dem Kaminsims eine gerahmte Fassung des bekannten Abzählreims Zehn kleine Negerlein (in anderen Fassungen: Indianerlein bzw. Kriegerlein) hängt, in dessen Verlauf alle zehn Protagonisten ums Leben kommen. Beim gemeinsamen Abendessen bemerken sie, dass auf einer Glasplatte zehn Porzellanfigürchen aufgestellt sind, entsprechend den Figuren im Abzählreim. Wenig später ertönt eine geisterhafte Stimme von einer Schallplatte, die alle zehn Anwesenden anklagt, ungestraft den Tod einer oder mehrerer Personen verschuldet zu haben. Es wird schnell deutlich, dass sie die Insel nicht verlassen können, weil kein Boot vorhanden ist, und dass es sich bei den Einladungen um Vorwände handelte. Der Richter entschlüsselt den Namen U. N. Owen als „unknown“, unbekannt.
Die Handlung entwickelt sich in der Folge genau entsprechend dem Abzählreim: Alle zehn Personen kommen nacheinander ums Leben, die Todesart lässt sich jeweils mit den Vorgaben des Reims vergleichen. Zudem verschwindet nach jedem Tod eines der Porzellanfigürchen.
Noch am ersten Abend, dem 8. August, stirbt Marston an Zyankali in seinem Drink, am nächsten Morgen wacht Ethel Rogers nicht mehr auf (wie sich später herausstellt, aufgrund einer Schlafmittelvergiftung mit Chloralhydrat). Zunächst kommen für die Überlebenden noch Suizid bzw. natürliche Todesursachen in Frage.
Doch am zweiten Tag kommt das Boot nicht, das eigentlich täglich Vorräte bringen sollte, und dem Butler Rogers fällt auf, dass zwei Figürchen fehlen. Lombard, Blore und Armstrong schöpfen Verdacht. Sie durchsuchen sorgfältig Insel und Haus und stellen fest, dass keine weitere Person sich auf der Insel versteckt hält. Am Mittag des zweiten Tages wird Macarthur durch einen Schlag auf den Hinterkopf ermordet. Man muss nun von Mord ausgehen. Zugleich bricht ein Sturm los, der die Insel völlig vom Festland abschneidet. In einer Versammlung der Überlebenden fasst Wargrave die Situation zusammen: Der Mörder müsse unter den noch verbliebenen sieben Personen sein, und keine dieser Personen könne von dem Verdacht ausgeschlossen werden. In Gesprächen wird deutlich, dass es viele verschiedene Theorien unter den Verbleibenden gibt, wer der Mörder sei und wem man noch trauen könne. Ebenso zeigt sich, dass die Beschuldigungen der Schallplattenstimme im Wesentlichen zutreffen.
Am Morgen des dritten Tages wird Rogers im Holzschuppen erschlagen aufgefunden, vormittags stirbt Emily Brent an einer Zyankaliinjektion. Wargrave schlägt nun eine Durchsuchung aller Räume und Personen auf Waffen und Drogen vor. Diesem Vorschlag wird gefolgt, doch die Pistole, die Lombard auf die Insel mitgebracht hat, ist verschwunden. Alle aufgefundenen gefährlichen Gegenstände werden weggeschlossen. Doch später erleidet Vera Claythorne einen Schock, als sie in ihrem dunklen Zimmer eine kalte Berührung am Hals spürt. Auf ihre Schreie hin stürmen die Männer herbei und stellen fest, dass es nur ein dort aufgehängtes Stück Seetang war. Claythorne überlebt den Schock unbeschadet, doch Wargrave fehlt. Sie finden ihn im Salon auf, Armstrong diagnostiziert Tod durch Erschießen. In der Nacht hört Blore Schritte und vergewissert sich, dass Armstrong nicht in seinem Zimmer ist. Blore und Lombard, dessen Revolver wieder aufgetaucht ist, gehen auf die Suche, können ihn aber nicht finden. Man kommt zu dem Schluss, dass Armstrong der Mörder sein müsse.
Am vierten Tag ist der Sturm vorüber, doch die See geht noch so hoch, dass die Insel nicht erreichbar ist. Blore, Claythorne und Lombard verbringen den Morgen auf den Klippen und heliographieren SOS-Signale in Richtung Festland. Als Blore ins Haus geht, wird er von einem Marmorblock erschlagen. Claythorne und Lombard finden eine angetriebene Wasserleiche: Es ist Armstrong. Vera Claythorne gelingt es, Lombard den Revolver wegzunehmen, als sie Armstrong an Land ziehen. Sie erschießt ihn, als er sich die Waffe zurückholen will. Als sie in ihr Zimmer zurückkehrt, ist dort an einem Haken an der Decke eine Schlinge vorbereitet, unter der ein Stuhl steht. Sie legt den Kopf in die Schlinge, tritt den Stuhl weg und erhängt sich.
Der Epilog des Romans besteht aus zwei Teilen. Der erste schildert eine Besprechung der ermittelnden Polizeibeamten. Daraus wird ersichtlich, dass die Bewohner des Küstendorfs aufgefordert worden waren, Notsignalen nicht zu folgen, da es sich um ein Spiel handele. Ohnehin war es wegen des Seegangs erst am Nachmittag des 12. August möglich, die Insel zu erreichen. Die Ermittler können auf die Tagebücher zurückgreifen, die einige der Getöteten geführt haben. Angesichts der Beweislage gilt es ihnen als unmöglich, dass einer von ihnen der Täter gewesen sein kann. So ist Armstrongs Leiche an Land gezogen worden, der Revolver wird im Haus gefunden und nicht bei Lombard, der Stuhl in Claythornes Zimmer wurde ordentlich an die Wand gestellt vorgefunden. Sie sind ratlos.
Auf den letzten Seiten wird die Auflösung in Form einer Flaschenpost gegeben. Wargrave bekennt sich zu den Morden und macht genaue Angaben zu seinem Vorgehen. Er habe Armstrong am dritten Tag zu seinem Komplizen gemacht, indem er ihm weismachte, so könne dem Mörder eine Falle gestellt werden. Mit Armstrongs Hilfe habe er seinen eigenen Tod vorgetäuscht und habe sich danach auf der Insel bewegen können. Armstrong habe er nachts über die Klippen gestoßen. Er habe sich schließlich als Letzter mit Lombards Pistole erschossen, die er, ohne Claythornes Fingerabdrücke zu verwischen, mit einem elastischen Band am Türknauf befestigt habe. Mit der Muskelerschlaffung nach dem Tod werde die Pistole davongeschleudert werden. So werde er erschossen vorgefunden werden, wie es die Tagebücher seiner Opfer berichteten.

## Die Personen
- Anthony James Marston wird beschuldigt, zwei Kinder überfahren zu haben. Der Reim sieht vor, dass er sich ‚verschluckt‘, also erstickt.
- Ethel Rogers soll gemeinsam mit ihrem Mann eine frühere Arbeitgeberin getötet haben. Der Reim sieht vor, dass sie ‚verschläft‘.
- General John Gordon Macarthur soll den Liebhaber seiner Frau (einen seiner Untergebenen) im Krieg auf ein Himmelfahrtskommando geschickt haben. Der Reim sieht vor, dass er ‚dageblieben sei‘, was seinen letzten Worten entspricht: Er habe hier Frieden gefunden und wolle die Insel nicht mehr verlassen.
- Thomas Rogers soll gemeinsam mit seiner Frau eine frühere Arbeitgeberin getötet haben. Der Reim sieht vor, dass er sich ‚entzweigehackt‘ habe.
- Emily Caroline Brent soll ihr Hausmädchen wegen einer Schwangerschaft entlassen haben, worauf diese ins Wasser ging. Der Reim sieht vor, dass sie von einer Hummel gestochen werde, und tatsächlich wird eine Hummel am Tatort gefunden.
- Lawrence John Wargrave soll durch eine parteiliche Rechtsbelehrung die Jury dazu gebracht haben, die Todesstrafe für einen Angeklagten zu verhängen. Der Reim sieht vor, dass er ‚in Chancery‘ gekommen sei, eine doppeldeutige Angabe: vor Gericht (Court of Chancery) und in eine hilflose Situation. Er wird entsprechend in scharlachroter Robe (aus einem Duschvorhang) und grauer Perücke (aus Wollsträngen) gefunden, also als Richter verkleidet.
- Dr. Edward George Armstrong soll eine Frau in betrunkenem Zustand operiert haben, die auf dem Operationstisch starb. Gemäß dem Reim wird er von einem Red Herring geschluckt. Auch dies hat einen Doppelsinn: geräucherter Salzhering und falsche Spur.
- William Henry Blore soll einen Meineid geschworen und damit einen Unschuldigen ins Zuchthaus gebracht haben, der wenig später starb. Der Reim sieht vor, dass er ‚von einem Bären umarmt‘ werde, und tatsächlich ist der Marmorblock, von dem er erschlagen wird, die Skulptur eines Bären.
- Philip Lombard soll in Afrika den Tod von 21 Einheimischen verursacht haben, indem er ihren gesamten Proviant an sich nahm, als sie im Busch verirrt waren. Im Reim heißt es, als die letzten beiden in der Sonne gesessen hätten: „one got frizzled up“, also etwa: weggezischt, weggeschrumpft, wie beim Braten oder Frittieren. Tatsächlich sitzen die letzten beiden in der Sonne, nachdem der Sturm sich gelegt hat.
- Vera Elizabeth Claythorne soll als Kindermädchen einem Kind erlaubt haben, aufs offene Meer hinauszuschwimmen. Sie soll auf seinen Tod gehofft haben, damit ihr Geliebter zu Geld käme. Sie erhängt sich, wie es im Reim vorgesehen ist.

## Widmung
Der Roman ist „Carlo und Mary“ gewidmet, mit „großer Zuneigung“ und der Bemerkung: „Dies ist ihr Buch“. Dies lässt sich als Charlotte und Mary Fisher entschlüsseln. „Carlo“ war seit 1924 als Kindermädchen für Christies Tochter Rosalind und später auch als Sekretärin und Stenotypistin bei Christie beschäftigt, „Mary“, ihre Schwester, hatte sie dabei unterstützt.

## Titel und Textgestalt
Der Roman, einschließlich seiner Adaptionen, ist in der Originalsprache Englisch unter mindestens drei verschiedenen Titeln erschienen: Ten Little Niggers, And Then There Were None und Ten Little Indians. Alle drei Titel beziehen sich auf einen weithin bekannten, zuerst 1868 belegten Abzählreim, der ursprünglich aus einer amerikanischen Minstrel Show stammt und auf Englisch sowohl mit „Indians“ (Indianer) als auch mit „Niggers“ überliefert ist, im Deutschen bekannt als Zehn kleine Negerlein. Ten Little Niggers und Ten Little Indians (bzw. „Injuns“, eine gewöhnlich abwertend benutzte Abwandlung) sind die Titel der beiden Versionen, And Then There Were None lautet der letzte Vers. Der Abzählreim ist die Vorlage für die Handlung des Romans: In jeder Strophe stirbt eine Person, bis keine mehr übrig ist, und ebenso sterben im Roman nacheinander die zehn Romanfiguren. Die Verse hängen im Roman in jedem Zimmer über dem Kaminsims, auf einem Tisch in der Diele stehen zehn Porzellanfigürchen und nach jedem Tod ist eine verschwunden, und schließlich ist auch der Name des Schauplatzes, einer Insel, danach gewählt. Die Veränderungen des Titels hatten entsprechend auch Auswirkungen auf den Text des Romans.
In den Notizbüchern von Christie erscheint „Ten Niggers“ und „Ten Little Niggers“. Die erste veröffentlichte Fassung, die am 20. Mai 1939 beginnende Publikation als Fortsetzungsroman in der amerikanischen Zeitschrift The Saturday Evening Post, trug jedoch, offenbar als Resultat einer Entscheidung entweder der Zeitschrift oder des Buchverlags und vermutlich aus Rücksicht auf den amerikanischen Markt, den Titel And Then There Were None. Die Insel hieß hier „Injun Island“ (also Indianerinsel), der Reim lautete auf „Ten little Injun boys“, und die Figürchen stellten Indianer dar. Ab dem 6. Juni 1939 erschien das Werk auch als Fortsetzungsroman im britischen Daily Express, hier jedoch unter dem Titel Ten Little Niggers, auf „Nigger Island“ spielend, mit dem Reim auf „Ten little nigger boys“ und mit Porzellanfiguren, die Schwarze darstellten. Dies stimmt mit Christies Notizen überein und war wohl die ursprüngliche Fassung. Wer wann die Veränderungen vornahm, ist unbekannt.
Jedenfalls wurde der Roman von Beginn an in zwei unterschiedlichen Fassungen und unter zwei unterschiedlichen Titeln veröffentlicht, einer britischen und einer amerikanischen Variante. Dies setzte sich auch in der Buchpublikation fort. Die britische Version, erschienen am 6. November 1939 im Collins Crime Club, trug den Titel Ten Little Niggers. Die amerikanische Version wurde zwei Monate später, im Januar 1940, bei Dodd, Mead and Company unter dem Titel And Then There Were None veröffentlicht.
Seit 1985 wird der Titel And Then There Were None für alle englischsprachigen Ausgaben verwendet. Heutige Fassungen, etwa die Taschenbuchausgabe von HarperCollins 2015, vermeiden im Text sowohl „Indians“ bzw. „Injuns“ als auch „Niggers“ und weichen auf „Ten little soldier boys“, also Soldatenjungen aus; auch die Insel heißt „Soldier Island“ und die Figürchen sind Soldaten. Da der letzte Vers des Abzählreims in dieser Frage neutral ist, eignete er sich für sämtliche Varianten des Texts. Auch in der TV-Adaption des BBC von 2015 verwendet die Drehbuchautorin Sarah Phelbs Ten Little Soldier Boys (in der deutschen Synchronfassung Zehn kleine Kriegerlein) und die Insel, auf der die Geschichte spielt, wird Soldier Island genannt.
Die Bühnenfassung des Romans, die von Christie selbst stammt, erschien ebenfalls unter zwei unterschiedlichen Titeln: In Großbritannien hieß sie Ten Little Niggers (Uraufführung 1943), in den USA Ten Little Indians (Uraufführung 1944). Hier wurde also nicht der in den USA bereits etablierte Titel, sondern eine dritte Variante gewählt. Da in der Bühnenbearbeitung zwei Personen am Leben bleiben, eignete sich der Titel And Then There Were None (Und dann gabs keines mehr) nicht für diese Fassung.
Auch die deutschsprachigen Ausgaben des Romans und seiner Adaptionen trugen im historischen Verlauf mindestens drei verschiedene Titel. Die Erstausgabe der deutschen Übersetzung erschien 1944 im Schweizer Scherz Verlag unter dem Titel Letztes Weekend. Übersetzerin war Anna Katharina Rehmann-Salten. Diesen Titel behielt der Verlag in den ersten 13 Auflagen bei. Die 14. Auflage 1973 erschien erstmals unter dem geänderten Titel Zehn kleine Negerlein. 1985 übersetzte Ursula Gail das Buch neu, der Titel blieb. Das galt zunächst auch noch für die Neuübersetzung von Sabine Deitmer 1999. Erst ab 2003 wurde der bis heute verwendete Titel Und dann gabs keines mehr gewählt. Nicht geändert wurden jedoch „Nigger Island“, der Wortlaut des Abzählreims Zehn kleine Negerlein und die schwarzen Porzellanfigürchen; der Atlantik-Verlag rechtfertigte dies in einer vorangestellten Notiz damit, dass die Geschichte anderenfalls unverständlich würde. Eine 2023 im selben Verlag vorgelegte Neuübersetzung von Eva Bonné vollzog schließlich auch die Umtaufe des Inselnamens („Soldier Island“), der Protagonisten des Abzählreims („zehn kleine Kriegerlein“) und der Porzellanfiguren nach, wie sie in neueren englischen Textfassungen üblich ist. Der Verlag warb damit, dass das Buch nun „erstmals in zeitgemäßer Neuübersetzung“ vorliege.
Dagegen fehlt eine Passage über eine als Jude identifizierte Nebenfigur bereits in der Neuübersetzung von 1999 und auch in derjenigen von 2023: Hier heißt es im englischen Original aus der Perspektive des Abenteurers Philip Lombard, Juden könne man in Geldfragen nicht täuschen, sie wüssten Bescheid; in der deutschen Fassung ist von „Jude“ gar nicht die Rede. Neben diesem Stereotyp wurden auch die „thick semitic lips“ dieser Figur zunächst zu nicht näher qualifizierten „Lippen“ entschärft und 2023 ganz umgangen („verzog den Mund“). Die Übersetzerinnen orientierten sich dabei offenbar an der amerikanischen Fortsetzungsroman-Fassung, die ähnlich verfuhr. In neuen englischen Buchfassungen erscheint diese Passage hingegen unverändert.
Das Bühnenstück wiederum wurde 1950 oder 1951 von Fritz Peter Buch übersetzt. Seine Fassung trug den Titel Zehn kleine Neger oder Zehn kleine Negerlein und wurde 1951 auch für eine Aufführung am Staatstheater Kassel genutzt.

## Bezüge zu anderen Werken
Der Roman schildert einen Fall von Selbstjustiz, wie bereits früher Christies Roman Mord im Orientexpress. Während dort jedoch die Täter davonkommen, endet der Mörder in diesem Roman durch Suizid.

## Adaptionen für Theater, Film und Fernsehen

### Ten Little Niggers/Ten Little Indians (1943/1944, Theaterstück)
Agatha Christie selbst schuf die Bühnenfassung dieses Romans. Dabei sah sie sich vor das Problem gestellt, dass die Auflösung aus ihrem Buch (ein Polizist liest Richter Wargraves Geständnis vor) als Szene auf der Bühne für die Zuschauer zu langweilig sein würde, daher wandelte sie das Ende ab:
Der vermeintliche Philip Lombard ist hier sein Freund Charles Morley. Dieser gibt sich als Lombard aus, weil der echte Lombard sich im Vorfeld selbst tötete und die Einladung von Mr. Owen bei ihm gefunden wurde. Blore war anfangs bereits misstrauisch wegen der Initialen C. M. auf dem Koffer, seine wahre Identität gibt Morley Vera Claythorne aber erst kurz vor Ende preis. Diese wiederum hat das ihr zur Last gelegte Verbrechen nicht begangen, sondern vielmehr ihre Schwester gedeckt. Daraufhin erkennen die zwei, dass einer der Toten sein Ende nur vorgetäuscht haben muss, und wenden eine Kriegslist an.
Vera gibt vor, Lombard erschossen zu haben. In einem anderen Raum wartet bereits Richter Wargrave auf sie. Vera konfrontiert den Richter und bekräftigt noch einmal, für das ihr zur Last gelegte Verbrechen nicht verantwortlich zu sein. Wargrave zeigt sich davon unbeeindruckt und hält Vera vor Augen, dass sie ja gerade Lombard erschossen habe und nun dieses Verbrechens schuldig sei. Außerdem habe er gerade Gift eingenommen, so dass man Vera letztlich für alle neun Toten auf der Insel verantwortlich machen würde. Er fordert sie auf, es sich leicht zu machen und nicht auf die Polizei zu warten, sondern einen von ihm vorbereiteten Galgen zu benutzen.
Mit deutlicher Befriedigung über sein eigenes Genie, die Morde unentdeckt begangen zu haben, legt er ein volles Geständnis ab. Bei seinen letzten Worten betritt Lombard den Raum. Wargrave erkennt, dass er verloren hat, und stirbt. Vera und Morley, die beiden wirklich Unschuldigen, verlassen die Insel lebend und klären die Polizei über den wahren Verlauf der Dinge auf.
Die Premiere fand am 17. November 1943 im Londoner West End im St James’s Theatre statt (Titel: Ten Little Niggers). Unter dem Titel Ten Little Indians hatte das Stück am 27. Juni 1944 seine Premiere am Broadway.
Eine deutsche Fassung von Fritz Peter Buch hatte Premiere am 8. März 1951 im Staatstheater Kassel, war aber nicht sonderlich erfolgreich.

#### Ausgaben
- Ten Little Niggers. A Play in Three Acts. Samuel French Ltd., London 1944
- Ten Little Indians. A Mystery Play in Three Acts. Samuel French Inc., New York 1946
- Zehn kleine Neger. Kriminalstück in drei Akten. Übersetzung: Fritz Peter Buch. Ca. 1950
- Zehn kleine Negerlein. Kriminalstück in sieben Bildern. Neubearbeitung von Werner Wollenberger. Ca. 1975
- Und dann gab’s keines mehr. Ein düsterer Thriller in drei Akten. Übersetzung: Michael Raab. Felix Bloch Erben, Berlin 2016

### And Then There Were None (1945)
Die erste Verfilmung des Romans stammt bereits aus dem Jahr 1945. Regie führte René Clair, es spielten unter anderem Walter Huston, Barry Fitzgerald, Sir C. Aubrey Smith und Judith Anderson. Diese Verfilmung hält sich eng an den Roman und für die Schlussszene an das Bühnenstück. 1946 gewann der Film beim Locarno International Film Festival den Preis für den besten Film. Der Titel der deutsch synchronisierten Fassung, die 1953 in den Kinos startete, lautete Das letzte Wochenende, angelehnt an den zu dieser Zeit gängigen deutschen Romantitel Letztes Weekend.

### Ten Little Indians (1965)
Unter der Regie von George Pollock entstand eine Verfilmung mit internationaler Starbesetzung, unter anderem mit Hugh O’Brian, Shirley Eaton, Marianne Hoppe, Mario Adorf und Christopher Lee, der Mr. Owen seine Stimme lieh. Die deutsche Synchronisation kam unter dem Titel Geheimnis im blauen Schloß in die Kinos.

### Zehn kleine Negerlein (1969)
Eine deutsche Fernsehfassung des Klassikers, basierend auf dem Theaterstück in Fritz Peter Buchs Übersetzung, Regie: Hans Quest. Die gesamte Handlung, die sich – abgesehen von der Schlussszene – eng an die Theatervorlage hält, spielt in einer großen Hotelhalle auf einer kleinen Insel. Der Gastgeber wird als Ulick Norman B. Kannt erwähnt. Kürzt man die Vornamen ab, erhält man Unbekannt. Hier spielt ein deutsches Staraufgebot: Alfred Schieske, Fritz Haneke, Rolf Boysen, Alexander Kerst, Nora Minor, Peter Fricke, Ingrid Capelle, Werner Peters, Günther Neutze, Edith Volkmann und Mathias Hell.

### And Then There Were None (1974)
Auch die Verfilmung von 1974 in der Regie von Peter Collinson weist ein großes Aufgebot an internationalen Stars auf. Der deutsche Verleihtitel lautete Ein Unbekannter rechnet ab. 

### Desjat negritjat (1987, russ. Десять негритят)
Diese Verfilmung aus der UdSSR von Stanislaw Goworuchin, die in Deutschland als Agatha Christie: Das letzte Weekend erschien, ist eine sehr beklemmende und die werkgetreueste Leinwandadaption. Sie orientiert sich im Verlauf der Handlung stark am Theaterstück, ist aber die einzige Version, die das ursprüngliche Ende des Romans verwendet. 

### Death on Safari/Ten Little Indians (1989)
1989 wurde der Roman erneut verfilmt. Die Premiere fand am 17. Mai 1989 während des Filmfestivals in Cannes statt. Im Deutschen kam der Film unter dem Titel Tödliche Safari heraus.
- Donald Pleasence als Mr. Justice Lawrence Wargrave
- Frank Stallone als Capt. Philip Lombard
- Sarah Maur Thorp als Vera Claythorne
- Herbert Lom als Gen. Brancko Romensky
- Brenda Vaccaro als Marion Marshall
- Warren Berlinger als Det. William Henry Blore
- Yehuda Efroni als Dr. Hans Yokem Werner
- Paul L. Smith als Elmo Rodgers
- Moira Lister als Ethel Mae Rodgers
- Neil McCarthy als Anthony Marston

### Sabotage (2014)
Der 2014 in den Kinos ausgestrahlte Thriller mit Arnold Schwarzenegger und Sam Worthington in den Hauptrollen orientiert sich lose an der Geschichte und Logik von Agatha Christies Romanvorlage.

### And Then There Were None (2015)
Die BBC produzierte eine dreiteilige Adaption, welche vom 26. bis 28. Dezember 2015 auf BBC One ausgestrahlt wurde. Das Drehbuch stammt von Sarah Phelps und die Regie führte Craig Viveiros.
- Douglas Booth als Anthony Marston
- Charles Dance als Justice Lawrence Wargrave
- Maeve Dermody als Vera Claythorne
- Burn Gorman als William Blore
- Anna Maxwell Martin als Ethel Rogers
- Sam Neill als General John MacArthur
- Miranda Richardson als Miss Emily Brent
- Toby Stephens als Dr Edward Armstrong
- Noah Taylor als Thomas Rogers
- Aidan Turner als Philip Lombard

### They Were Ten
Für das französische Fernsehen wurde 2020 die Serie They Were Ten produziert.

### Computerspiele
1980 erschien das Textadventure Mystery House, das auf dem Roman basiert.
2005 veröffentlichte The Adventure Company ein auf dem Roman basierendes Adventure. Das Grundmotiv der zehn einander unbekannten und nacheinander ermordeten Personen wurde beibehalten, gegenüber dem Roman wurde der Verlauf jedoch in mehreren Punkten geändert. Während im Roman das Boot, das die zehn handlungstragenden Personen auf die Insel bringt, zum Festland zurückkehrt, sinkt es im Computerspiel nach der Ankunft auf der Insel, so dass der Kapitän des Bootes, die vom Spieler übernommene und im Roman nicht vorkommende Figur Patrick Narracott, als mehr oder weniger unbeteiligte elfte Person ebenfalls auf der Insel bleiben muss. Außerdem wird am Ende eine völlig andere Auflösung mit einem anderen Täter präsentiert. Sobald nur noch die letzten beiden Personen (wie im Roman Capt. Philip Lombard und Vera Claythorne) übrig sind, kann der Spieler auf verschiedene Weise ins Spiel eingreifen und so dafür sorgen, dass entweder beide, nur eine von ihnen oder keine am Leben bleiben.
Die eigentliche Geschichte des Romans erzählt sich weitestgehend in den Zwischensequenzen. Die Aufgaben des Spielers bestehen zwar vermeintlich in der Aufklärung des Falles, er kann jedoch die weiteren Morde nie verhindern und beschäftigt sich adventuretypisch hauptsächlich mit dem Beschaffen von Gegenständen und Finden von Personen. Hierbei werden viele Entdeckungen gemacht, die im Roman nicht erwähnt werden (z. B. ein Geheimzimmer in der Bibliothek mit einem nicht betriebsbereiten Funkgerät, das der Spieler für einen Hilferuf wieder in Gang setzen soll). Das letzte Rätsel des Spiels besteht darin, eine Filmrolle zu finden, die das vorgelesene originale Ende des Romans enthält.
Bei den nacheinander verschwindenden Porzellanfiguren handelt es sich im Spiel nicht um Negerlein, sondern um Kinder in Matrosenuniform. Der verwendete Abzählreim ist dementsprechend in Zehn kleine Leichtmatrosen abgeändert.

## Ausgaben

### Als Fortsetzungsroman
- And Then There Were None. In: The Saturday Evening Post, 20. Mai, 27. Mai, 3. Juni, 10. Juni, 17. Juni, 24. Juni, 1. Juli 1939 (sieben Folgen). Mit Illustrationen von Henry Raleigh
- Ten Little Niggers. In: Daily Express, 6. Juni bis 1. Juli 1939 (23 Folgen)
- Ten Little Niggers. In: The Australian Women’s Weekly, beginnend 27. Januar 1940

### Als Roman in Buchform in englischer Sprache
- Ten Little Niggers. Collins Crime Club, London 1939
- And Then There Were None. Dodd, Mead & Co., New York 1940
- And Then There Were None. Fontana, London 1986

### Als Roman in deutscher Übersetzung
- Letztes Weekend. Übersetzung: Anna Katharina Rehmann-Salten. Scherz, Bern 1944
- Zehn kleine Negerlein. 14. Auflage. Scherz, Bern 1973
- Zehn kleine Negerlein. Übersetzung: Ursula Gail. Scherz, Bern 1985
- Zehn kleine Negerlein. Übersetzung: Sabine Deitmer. Scherz, Bern 1999
- Und dann gabs keines mehr. Übersetzung: Sabine Deitmer. Scherz, Frankfurt 2003
- Und dann gab's keines mehr. Übersetzung: Eva Bonné. Atlantik, Hamburg 2023

### Hörbücher
- 2003 Da waren es nur noch neun (zwei Tonkassetten oder drei CDs). Gelesen von Christian Hoening. Regie: Caroline Neven du Mont. Gekürzte Fassung von Kati Nicholl. Aus dem Englischen von Anja Hansen-Schmidt. Der Hörverlag München.[20]
- 2006 Und dann gabs keines mehr (drei CDs): Gelesen von Christian Hoening. Regie: Caroline Neven du Mont. Gekürzte Fassung von Kati Nicholl. Aus dem Englischen von Anja Hansen-Schmidt. Der Hörverlag München.
- 2007 Und dann gabs keines mehr (fünf CDs): einzige ungekürzte Lesung. Sprecher: Manfred Fenner. Regie: Hans Eckardt. Übersetzung von Ursula Gail. Verlag und Studio für Hörbuchproduktionen, Marburg.[21]

## Sekundärliteratur
- Blake Allmendinger: The Erasure of Race in Agatha Christie's ‚And Then There Were None‘. In: ANQ 32:1, 2019, S. 60–64.
- Susan M. Harmisty: A Literary Approach to Agatha Christie: An Analysis of ‚And Then There were None‘. In: Clues: A Journal of Detection 3:1, 1982, S. 17–30.
- Vanessa Lopes Lourenço Hanes: The Retitling of Agatha Christie's Ten Little Niggers in Anglophone and Lusophone Markets. In: Translation and Literature 27:2, 2018, S. 184–94.
- Craig A. Warren: Gender and Moral Immaturity in Agatha Christie's ‚And Then There Were None‘. In: CEA Critic 73:1, 2010, S. 51–63.